# Dubai International Baja
Le Dubai International Baja (anciennement connu sous le nom de Dubai International Rally) est un événement international de rallye baja basé à Dubaï et organisé autour des installations du Dubai Innovation Centre.

## Histoire
Le rallye, une épreuve sur terre et sable, qui remonte à 1982 et était chaque année la dernière épreuve du Championnat des rallyes du Moyen-Orient.
En 2016, le rallye a été reformaté en rallye tout-terrain et a accueilli une épreuve candidate aux épreuves de la Coupe du monde de cross-country de la FIM et de la FIA. En 2017, le rallye est devenu un événement officiel, accueillant des compétitions dans les catégories auto et moto.
Le rallye a été dominé dans la catégorie auto par le pilote émirati Mohammed Ben Sulayem qui a remporté 15 victoires dont douze consécutives de 1991 à 2002. Douze victoires ont été remportées par le pilote qatari Nasser Al-Attiyah, dont une série de huit consécutives de 2007 à 2014.

## Palmarès

### Autos
Liste des vainqueurs provenant en partie de ces sources,,, :
| Année | Pilote                                    | Copilote                                  | Constructeur                              |
| ----- | ----------------------------------------- | ----------------------------------------- | ----------------------------------------- |
| 1982  | Chris Walles                              | Steve McCormack                           | Datsun Silvia                             |
| 1983  | Chris Walles                              | Steve McCormack                           | Datsun Silvia                             |
| 1984  | Saeed Al-Hajri                            | John Spiller                              | Porsche 911 SC                            |
| 1985  | Mohammed Ben Sulayem                      | Ali Hassan                                | Toyota Celica TCT                         |
| 1986  | Mohammed Ben Sulayem                      | Sölve Andreasson                          | Toyota Celica TCT                         |
| 1987  | Reinhard Hainbach                         | Erhard Ricken                             | Opel Manta 400                            |
| 1988  | Mohammed Ben Sulayem                      | Ronan Morgan                              | Toyota Celica TCT                         |
| 1989  | Björn Waldegård                           | Fred Gallagher                            | Toyota Celica GT-Four                     |
| 1990  | Suhail Ben Khalifa Al Maktoum             | Mubarak Al Hajri                          | Mitsubishi Galant VR-4                    |
| 1991  | Mohammed Ben Sulayem                      | Ronan Morgan                              | Toyota Celica GT-Four                     |
| 1992  | Mohammed Ben Sulayem                      | Ronan Morgan                              | Toyota Celica GT-Four                     |
| 1993  | Mohammed Ben Sulayem                      | Ronan Morgan                              | Ford Escort RS Cosworth                   |
| 1994  | Mohammed Ben Sulayem                      | Ronan Morgan                              | Ford Escort RS Cosworth                   |
| 1995  | Mohammed Ben Sulayem                      | Ronan Morgan                              | Ford Escort RS Cosworth                   |
| 1996  | Mohammed Ben Sulayem                      | Ronan Morgan                              | Ford Escort RS Cosworth                   |
| 1997  | Mohammed Ben Sulayem                      | Ronan Morgan                              | Ford Escort RS Cosworth                   |
| 1998  | Mohammed Ben Sulayem                      | Ronan Morgan                              | Ford Escort WRC                           |
| 1999  | Mohammed Ben Sulayem                      | Ronan Morgan                              | Ford Focus WRC                            |
| 2000  | Mohammed Ben Sulayem                      | Ronan Morgan                              | Ford Focus WRC                            |
| 2001  | Mohammed Ben Sulayem                      | Khaled Zakaria                            | Ford Focus WRC                            |
| 2002  | Mohammed Ben Sulayem                      | John Spiller                              | Ford Focus WRC                            |
| 2003  | Nasser Al-Attiyah                         | Steve Lancaster                           | Subaru Impreza WRC                        |
| 2004  | Nasser Al-Attiyah                         | Chris Patterson                           | Subaru Impreza WRX STi                    |
| 2005  | Khalid Al-Qassimi                         | Nick Beech                                | Subaru Impreza WRX STi                    |
| 2006  | Khalid Al-Qassimi                         | Khalid Alkendi                            | Subaru Impreza WRX STi                    |
| 2007  | Nasser Al-Attiyah                         | Chris Patterson                           | Subaru Impreza WRX STi                    |
| 2008  | Nasser Al-Attiyah                         | Chris Patterson                           | Subaru Impreza WRX STi                    |
| 2009  | Nasser Al-Attiyah                         | Giovanni Bernacchini                      | Subaru Impreza WRX STi                    |
| 2010  | Nasser Al-Attiyah                         | Giovanni Bernacchini                      | Ford Fiesta S2000                         |
| 2011  | Nasser Al-Attiyah                         | Giovanni Bernacchini                      | Ford Fiesta S2000                         |
| 2012  | Nasser Al-Attiyah                         | Giovanni Bernacchini                      | Ford Fiesta S2000                         |
| 2013  | Nasser Al-Attiyah                         | Giovanni Bernacchini                      | Ford Fiesta S2000                         |
| 2014  | Nasser Al-Attiyah                         | Giovanni Bernacchini                      | Ford Fiesta RRC                           |
| 2015  | Khalid Al-Qassimi                         | Chris Patterson                           | Citroen DS3 RRC                           |
| 2016  | Ahmed Al Maqoodi                          |                                           | Polaris RZR 1000 (T3)                     |
| 2017  | Nasser Al-Attiyah                         | Mathieu Baumel                            | Toyota Hilux                              |
| 2018  | Jakub Przygoński                          | Tom Colsoul                               | Mini John Cooper Works Buggy              |
| 2019  | Jakub Przygoński                          | Timo Gottschalk                           | Mini John Cooper Works Buggy              |
| 2020  | Annulé pour cause de pandémie de Covid-19 | Annulé pour cause de pandémie de Covid-19 | Annulé pour cause de pandémie de Covid-19 |
| 2021  | Yazeed Al-Rajhi                           | Michael Orr                               | Toyota Hilux Overdrive                    |
| 2022  | Eryk Goczał                               | Oriol Mena                                | Can-Am Maverick XRS Turbo                 |
| 2023  | Nasser Al-Attiyah                         | Mathieu Baumel                            | Prodrive Hunter                           |

### Motos & Quads
| Année | Motos                                     | Motos                                     | Quads                                     | Quads                                     |
| Année | Pilote                                    | Constructeur                              | Pilote                                    | Constructeur                              |
| ----- | ----------------------------------------- | ----------------------------------------- | ----------------------------------------- | ----------------------------------------- |
| 2016  | David McBride                             | KTM 450 RR                                | Abdulmajeed Al Khulaifi                   | Yamaha YFZ450R                            |
| 2017  | Mark Ackerman                             | Husvqarna 450 FX                          | Fahad Al Musallam                         | Yamaha 700 Raptor                         |
| 2018  | Mohammed Al Balooshi                      | KTM 450                                   | Fahad Al Musallam                         | Yamaha 700 Raptor                         |
| 2019  | Aaron Mare                                | Husvqarna 450 FC                          | Khalifa Al Raisee                         | Honda 700 TRX2                            |
| 2020  | Annulé pour cause de pandémie de Covid-19 | Annulé pour cause de pandémie de Covid-19 | Annulé pour cause de pandémie de Covid-19 | Annulé pour cause de pandémie de Covid-19 |
| 2021  | Sam Smith                                 | KTM 450SX-F                               | Haitham Altuwayjiri                       | Yamaha YZF450R                            |
| 2022  | Tobias Ebster                             | Husqvarna FE 450                          | Ahli Abdulaziz                            | Yamaha YZF450R                            |
| 2023  | Mohammed Al Balooshi                      | Yamaha YZF450                             | Ahli Abdulaziz                            | Yamaha Raptor 700                         |